# Dialoghi marini
I Dialoghi marini (in greco antico: Ἐνάλιοι διάλογοι?) sono un'opera di Luciano di Samosata, contenente quindici brevi dialoghi con protagonisti perlopiù divinità marine della mitologia greca.
Questa raccolta fa parte della quadrilogia dei Dialoghi (assieme a quelli degli dèi, dei morti e delle cortigiane).

## Struttura, temi e stile
Come il titolo stesso suggerisce, nei vari dialoghi si confrontano sempre due o più divinità; gli episodi sono tratti dal mito, ma rivisitati originalmente dall'autore.
In particolare i "dialoghi" di Luciano si contraddistinguono per la loro scioltezza e capacità di coinvolgere il lettore, catapultandolo in universo totalmente diverso dal mondo religioso e dai miti che fino a quel momento si conoscevano.
Lo stile adottato da Luciano è particolarmente semplice e diretto, capace di suscitare risa e stupore di fronte alle narrazioni dei personaggi, ma vi sono anche momenti seri e di riflessione, che non tralasciano tutto sommato nella storia i motivi delle cause e degli avvenimenti dei protagonisti. L'ambiente in cui le storie sono ambientate ricorda il paesaggio bucolico.

### Ordine dei dialoghi
Il corpus delle opere di Luciano di Samosata ci è giunto in manoscritti appartenenti a due recensioni fondamentali, indicate dagli studiosi come β e γ. Le due famiglie dispongono i dialoghi in modo diverso tra loro, secondo il seguente prospetto:
| N. | N. | Dialogo                           |
| -- | -- | --------------------------------- |
| 1  | 1  | Dori e Galatea                    |
| 2  | 2  | Polifemo e Poseidone              |
| 3  | 3  | Alfeo e Poseidone                 |
| 4  | 4  | Proteo e Menelao                  |
| 5  | 7  | Panope e Galene                   |
| 6  | 8  | Poseidone, Tritone e Amimone      |
| 7  | 11 | Noto e Zefiro                     |
| 8  | 5  | Poseidone e i delfini             |
| 9  | 6  | Poseidone, Anfitrite e le Nereidi |
| 10 | 9  | Poseidone e Iride                 |
| 11 | 10 | Xanto e Mare                      |
| 12 | 12 | Dori e Teti                       |
| 13 | 13 | Poseidone ed Enipeo               |
| 14 | 14 | Tritone e Nereidi                 |
| 15 | 15 | Zefiro e Noto                     |

L'articolo segue l'ordine della recensione β.

## I dialogo: Dori e Galatea
Il dialogo è un confronto tra due Nereidi (ninfe del mare), Galatea e Dori.
Dori canzona Galatea in quanto amata dal ciclope Polifemo, selvatico e peloso. Galatea non si cruccia particolarmente, anzi cerca di difendere il suo spasimante, che è pur sempre figlio del dio del mare Poseidone; rinfaccia all'amica che il ciclope non ha occhi che per lei, mentre ignora le altre Nereidi. A questo punto però Dori ha facile gioco nel canzonarla dicendo che Polifemo è attratto da Galatea unicamente perché, da pastore qual è, nel colorito di lei riconosce il latte che ama ("Galatea" significa appunto "bianca come il latte"). Quindi ricorda anche le sue rozze canzoni d'amore, strimpellate su una cetra ricavata da un teschio di cervo, e l'"animaletto" da lui donato a Galatea, ovvero un cucciolo d'orso. 

## II dialogo: Polifemo e Poseidone
Il dialogo si svolge subito dopo l'episodio narrato nell'Odissea in cui Odisseo ha accecato Polifemo. Invocato dal figlio, Poseidone accorre: il ciclope quindi rende al padre la sua versione dell'episodio omerico, giustificando il suo comportamento e l'uccisione dei compagni di Odisseo.
Quando gli altri ciclopi, richiamati dalle grida di Polifemo, chiesero chi gli facesse del male, egli ribadì che "Nessuno" lo accecava; quelli allora se ne andarono, credendolo colto da follia. Solo quando Odisseo, riuscito a fuggire dalla caverna legando sé stesso e i compagni sotto il ventre dei montoni che il ciclope tastava prima di andare a pascolare, giunse sano e salvo sulla nave, il ciclope Polifemo scoprì il suo nome. Tuttavia Poseidone consola il figlio e promette che tormenterà Odisseo lungo il suo viaggio di ritorno.

## III dialogo: Alfeo e Poseidone
Il dialogo è un incontro tra Poseidone e Alfeo, dio dell'omonimo fiume dell'Arcadia nel Peloponneso.
Poseidone è stupito di come Alfeo scorra nel mare senza frammischiarsi ad esso, anzi mantenendo la sua corrente; Alfeo quindi spiega al dio che egli si sta recando dalla sua amata, Aretusa ninfa dell'omonima fonte di Siracusa in Sicilia. Poseidone approva, ma è curioso di capire come il fiume arcade abbia conosciuto la fonte siceliota; a questo punto, però, Alfeo taglia corto e Poseidone lo lascia andare. Appunto la fonte Aretusa, secondo la leggenda, era alimentata dalle acque dell'Alfeo.

## IV dialogo: Proteo e Menelao
Proteo era un figlio di Oceano, che risiedeva abitualmente sull'isola egiziana di Faro. Nell'Odissea si racconta che Proteo soleva uscire dal mare a mezzogiorno per sdraiarsi a riposare all'ombra delle rocce, circondato dal gregge di foche di Poseidone. Chi anelava sapere dal dio la propria ventura ricorrendo alle sue facoltà di veggente sincero e veritiero, doveva accostarglisi a quell'ora e coglierlo nel sonno, utilizzando anche la forza bruta per trattenerlo, poiché egli era in grado di trasformarsi per tentare di sfuggire al compito talvolta ingrato di vaticinare. Tuttavia, una volta tornato, magari anche per coercizione, alle sue fattezze naturali di vecchio, rispondeva con schiettezza a ogni quesito che gli veniva posto. Così fece Menelao durante il suo ritorno da Troia a Sparta.
Il dialogo è quindi un adattamento dell'episodio omerico: Proteo appare a Menelao e gli dimostra di sapersi tramutare, oltreché in acqua, in varie specie di animali e anche in fuoco. Menelao è riluttante e non crede alle sue fandonie, allorché Proteo gli rammenta le doti che possiede un animale marino molto comune: il polpo. Questo possiede vari tentacoli che usa per catturare le prede, ma sa anche mimetizzarsi attaccandosi alle pietre o a vari coralli, impedendo di essere cacciato dalle bestie più feroci. Parlando di ciò Proteo vuole spiegare all'interlocutore che ciò che appare strano e irreale è in realtà un'illusione ottica, come la trasformazione in fuoco, o ciò che all'apparenza non c'è in realtà è presente, come il polpo.

## V dialogo: Panope e Galene
Panope riferisce a Galene quanto avvenuto durante le nozze tra Teti, ninfa marina loro parente, e il mortale Peleo, futuro padre di Achille.
La dea della discordia Eris, non invitata al banchetto nuziale, scagliò al centro della tavola una mela d'oro con incisa sopra la frase: "Alla più bella". A questo punto le tre dee maggiori dell'Olimpo, Atena, Era e Afrodite, iniziarono a lottare per chi fosse la più splendente delle Immortali. Dato che non ne venivano a capo, Zeus incaricò il dio messaggero Ermes di condurre le tre sul Monte Ida, dove risiedeva il pastore Paride, affidandogli il compito di giudicare chi tra le tre fosse la più bella e quindi meritevole della mela d'oro.

## VI dialogo: Poseidone, Tritone e Amimone
Tritone riferisce a Poseidone di aver visto una fanciulla bellissima a Lerna: si tratta di Amimone, una delle Danaidi, ovvero le 50 figlie di Danao, rifugiatesi col padre in Grecia dal nativo Egitto per sfuggire al matrimonio con i loro altrettanti cugini, i 50 Egittidi figli d'Egitto. Tritone rivela a Poseidone che Amimone è solita recarsi ad attingere acqua per i sacrifici.
Aggiogato il carro, Poseidone rapisce Amimome durante il tragitto e la conduce nella sua dimora sottomarina. Poseidone rassicura la fanciulla, spiegandole che farà sgorgare una fonte a Lerna che prenderà il nome di Amimone, quindi predice alla fanciulla che, una volta morta, sarà l'unica a non dover patire il medesimo supplizio ultraterreno delle sue 49 sorelle.

## VII dialogo: Noto e Zefiro
Le due divinità degli omonimi venti, Noto e Zefiro, si ritrovano a discutere della metamorfosi di Io, figlia di Inaco.
La fanciulla fu amata da Zeus ma Era, indignata per questo ennesimo tradimento del marito, trasformò Io in giovenca, quindi la affidò ad Argo Panoptes, poi ucciso da Ermes.
Le peripezie di Io-giovenca tuttavia non erano ancora concluse, dato che dovette girovagare fino all'Egitto, camminando a pelo d'acqua sul mare: appunto per questo Noto e Zefiro hanno arrestato i rispettivi venti. Una volta raggiunta terra, Io potrà riacquistare il suo aspetto umano e partorire il figlio frutto dell'unione con Zeus: sia lei sia suo figlio Epafo saranno venerati come divinità egizie (rispettivamente Iside e Apis).
Ciò appunto accade sul finire del dialogo tra i due venti, mentre in Egitto sopraggiunge Ermes il quale viceversa assume "testa di cane" (riferimento a un'altra analoga identificazione, ovvero tra Ermes e Anubis).

## VIII dialogo: Poseidone e i delfini
Poseidone dialoga con i suoi delfini, ricordando vari episodi in cui essi hanno assistito gli umani in difficoltà in mare: già una volta soccorsero Ino gettatasi in mare con il figlio Melicerte, mentre hanno appena soccorso il cantore Arione di Metimna.
Si accenna quindi al motivo mitico con il quale i greci cercavano di spiegare il comportamento "filantropico" dei delfini: essi stessi sarebbero un tempo stati esseri umani, poi tramutati da Dioniso.
Il dialogo si conclude con una spiegazione più dettagliata di come i delfini hanno soccorso Arione e l'elogio di Poseidone per la loro buona azione.

## IX dialogo: Poseidone, Anfitrite e le Nereidi
Poseidone colloquia con sua moglie Anfitrite riguardo Elle appena morta in mare.
Elle e suo fratello Frisso erano nati dalle nozze tra Atamante e Nefele. Quando Atamante sposò in seconde nozze Ino, costei propose di sacrificare Elle e Frisso agli dèi, per sbarazzarsene. I due fanciulli, con l'aiuto di Ermes, riuscirono a fuggire su un montone volante dal vello d'oro. Tuttavia, quando stavano sorvolando lo stretto tra Europa e Asia, Elle precipitò e morì in quello stretto, che da allora fu detto Ellesponto. 
Poseidone, dunque, invita le Nereidi a recuperare il corpo di Elle e a seppellirla nella Troade. Anfitrite è in dubbio se non sia meglio lasciarla nell'Ellesponto, ma Poseidone le spiega come sia preferibile accordarle una degna sepoltura e che inoltre Elle avrà conforto sapendo che a breve anche Ino si precipiterà con suo figlio Melicerte in mare. Poseidone prevede che nondimeno Ino sarà salvata, in quanto era stata nutrice di Dioniso.

## X dialogo: Poseidone e Iride
Iride, dea dell'arcobaleno e messaggera divina, annuncia a Poseidone la richiesta di Zeus: che il dio del mare fermi una certa isola che va vagando sott'acqua per il mare.
Poseidone è pronto a farlo, ma chiede quale sia il motivo di ciò: Iride spiega che l'isola dovrà servire a Latona per partorirvi il frutto della sua unione con Zeus, in quanto la gelosa Era ha impegnato con un giuramento sia il cielo sia la terra a non dare asilo alla titanide, scatenando perdipiù contro di lei il serpente Pitone.
Poseidone blocca quindi l'isola, che si chiamerà Delo; ordina quindi ai suoi tritoni di condurvi Latona, che vi partorirà Artemide e Apollo, i quali poco dopo essere nati uccideranno Pitone.

## XI dialogo: lo Xanto e il Mare
Anche qui Luciano si rifà a un episodio narrato da Omero.
Xanto, dio dell'omonimo fiume presso Troia, si getta nel mare per trarne sollievo. Egli ha cercato di fermare Achille, intento a fare strage dei troiani; tuttavia non solo Achille non si è fermato, anzi in suo soccorso è giunto Efesto, che ha riversato nel fiume il fuoco delle sue fucine sin quasi a farlo evaporare completamente, così che è completamente ustionato.

## XII dialogo: Dori e Teti
Teti, dea del mare figlia di Nereo, è disperata per la sorte di Danae figlia di Acrisio re di Argo. Dato che la fanciulla fu sedotta da Zeus, il quale penetrò nella sua stanza sotto le sembianze di pioggia d'oro, Acrisio decretò che fosse rinchiusa in una cassa sigillata e gettata in mare assieme al figlioletto di cui era incinta.
Il racconto commuove anche Dori, che decide di aiutare Danae facendola soccorrere da un gruppo di pescatori di Serifo, così che siano salvati lei e il suo bambino (Perseo).

## XIII dialogo: Poseidone ed Enipeo
Il dio fluviale Enipeo è sdegnato con Poseidone: il dio del mare, infatti, ha assunto le sembianze di Enipeo per giacere con Tiro di Tessaglia, in quanto la fanciulla era innamorata proprio di Enipeo.
Poseidone però ribatte che la sua azione è stata del tutto giustificata in quanto, benché Tiro fosse completamente innamorata di Enipeo, questi si era sempre dimostrato inutilmente freddo e sdegnoso nei confronti di lei.

## XIV dialogo: Tritone e Nereidi
La combriccola divina si ritrova a discutere di un evento prodigioso.
Cassiopea, moglie di Cefeo re d'Etiopia, si era vantata di essere la più bella delle mortali, perfino della stessa Afrodite. Si attirò così l'ira degli dèi, tanto che le Nereidi inviarono un mostro marino contro il regno di Cefeo, il quale per salvare il suo regno fu costretto a offrire in pasto al mostro la figlia Andromeda, legandola a una rupe a strapiombo sul mare.
Tritone riferisce però che Andromeda è salva, e alle domande delle Nereidi inizia a raccontare con ordine: il mostro è stato ucciso da Perseo (che era stato salvato fanciullo proprio dalle Nereidi), recatosi in Libia per uccidere la gorgone Medusa su ordine di Polidette re di Serifo. Compiuta l'impresa grazie anche all'aiuto di Atena, sulla via del ritorno Perseo si imbatté in Andromeda, che gli spiegò il motivo del suo supplizio. Innamoratosi della fanciulla, Perseo ha sconfitto il mostro marino, liberato Andromeda e ne ha chiesto la mano a Cefeo, così che la condurrà in Argo e la sposerà.
Le Nereidi si dicono a malapena turbate da questo finale imprevisto, anzi contente, dato che non era certo giusto che Andromeda pagasse il fio per la superbia di sua madre.

## XV dialogo: Zefiro e Noto
Nuovamente colloquiano le due divinità dei venti Zefiro e Noto: il primo riferisce al secondo uno spettacolo meraviglioso che Noto si è perso in quanto era impegnato a soffiare sul Mare Eritreo.
Zeus intendeva compiere uno dei suoi soliti adulteri: stavolta la fanciulla bramata era Europa, figlia di Agenore re di Tiro. Vedendola giocare con le compagne sulla spiaggia fenicia, Zeus assunse le sembianze di un toro bianco, le si avvicinò e si stese ai suoi piedi. Europa salì sul dorso del toro, e questi la portò attraverso il mare - in una sorta di corteo trionfale, attorniato da tutte le divinità marine e da Afrodite - fino all'isola di Creta, ove i due giacquero insieme.